# 神户大学医疗技术短期大学部
神户大学医疗技术短期大学部（日语：／ Kōbe Daigaku Iryōgijutsu Tanki Daigaku *），简称医短，是过去一所位于日本兵库县神户市须磨区的国立短期大学。

## 概要

### 简介
- 学校最早可以追溯到1949年成立的兵库县立医科大学附属高等护理学院[1]。短期大学为于1982年开办、由神户大学经营。招生到1994年、停办于1998年[2]。为男女同校。

### 历史
- 1982年 神户大学医疗技术短期大学部成立并同时设置三个学科、以下列举。
  - 护理学科
  - 物理治疗学科[注 2]
  - 职能治疗学科[注 3]
- 1983年 卫生技术学科成立[2]。
- 1994年 招生最后、次年停止招生（正式停办于1998年3月31日[2]）。

## 学校环境
- 校区：在了兵库县神户市须磨区[注 1]

## 历任校长
- 尧天义久：第一代短期大学校长[3]。
- 西冢泰美：最后短期大学校长[4]。

## 组织

### 学科
- 护理学科
- 物理治疗学科[注 2]
- 职能治疗学科[注 3]
- 卫生技术学科

### 专科
| - 没有 |

### 业余课程
| - 没有 |

## 相关链接
- 日本短期大学列表